# 照井順政
照井 順政（てるい よしまさ、1984年 - ）は、日本の作詞・作曲・編曲家、音楽プロデューサー、ギタリスト。オルタナティヴ・ロックバンドのハイスイノナサ、およびsiraphのメンバー。

## 来歴
2004年にハイスイノナサを結成し2009年にインディーズデビュー。2016年にはAnnabel、蓮尾理之（元school food punishment）らとsiraphを結成。
アイドルグループ・sora tob sakanaの音楽プロデューサーを2015年1月から2020年8月のグループ解散まで務めていた。
バンドでの活動と並行してTVアニメのテーマソング制作やアーティストへの楽曲提供なども行っている。2020年にはTVアニメ『呪術廻戦』の劇伴を担当した。

## 主な作品

### 映画

#### 2021年
- 劇場版 呪術廻戦 0[5]

#### 2022年
- カメの甲羅はあばら骨[6]

#### 2025年
- 機動戦士Gundam GQuuuuuuX -Beginning-[7]
- ショウタイムセブン[8]

### TVアニメ

#### 2020年
- 呪術廻戦（第1期）[9]

#### 2023年
- 呪術廻戦（第2期）[10]

#### 2025年
- 機動戦士Gundam GQuuuuuuX[7]

### ゲーム
- 18TRIP[11]

### 楽曲提供
- YURiKA
  - 「鏡面の波」（TVアニメ『宝石の国』 OPテーマ） 作詞・作編曲[12]

- sora tob sakana
  - 「夜空を全部」作詞・作編曲
  - 「魔法の言葉」作詞・作編曲
  - 「広告の街」作詞・作編曲
  - 「New Stranger」（TVアニメ『ハイスコアガール』OPテーマ）作詞・作編曲[13]
  - 「ささやかな祝祭」（TVアニメ『ダンジョンに出会いを求めるのは間違っているだろうかⅡ』EDテーマ）作詞・作編曲[14]
  - 「流星の行方」（スマホゲーム『ダンジョンに出会いを求めるのは間違っているだろうか～メモリア・フレーゼ～』主題歌）作詞・作編曲[15]
  - 「flash」（TVアニメ『ハイスコアガールⅡ』OPテーマ）作詞・作編曲[13]

- DIALOGUE+
  - 「凍てついて秒速」作編曲[16]
- アメノセイ
  - 「光の残滓」作詞・作編曲